# Bailliage de Morat
1476–1798
Entités suivantes :
- District de Morat

Le bailliage de Morat, est un des bailliages communs de Berne et Fribourg situé dans l'actuel canton de Fribourg. Il est créé en 1476 à la suite des guerres de Bourgogne. En 1798, le bailliage devient le district de Morat au sein de l'éphémère canton de Sarine et Broye, puis du canton de Fribourg, qui faisait partie de la République helvétique.

## Baillis
Les baillis sont les suivants :
- 1715 : Bartholomäus May ;